# V419 Большого Пса
V419 Большого Пса (лат. V419 Canis Majoris) — двойная затменная переменная звезда типа Беты Лиры (EB) в созвездии Большого Пса на расстоянии (вычисленном из значения параллакса) приблизительно 5207 световых лет (около 1596 парсеков) от Солнца. Видимая звёздная величина звезды — от +13,3m до +12,85m. Орбитальный период — около 1,2729 суток.